# Desierto sin amor
Desierto Sin Amor es el nombre del primer álbum de estudio del grupo Bravo (1989). Fue lanzado al mercado por Radio K.O. de BMG el 2 de febrero de 1991. Su primer sencillo, que lleva el nombre del álbum no fue presentado al público si no hasta casi un año después. A partir de ese momento la banda empezó a realizar conciertos, casi sin parar, aunque con un solo éxito en sus manos, el cantante Carlos "Cae" Alfredo Elías se vio obligado a componer prontamente. El disco rápidamente obtendría una enorme popularidad debido a la balada homónima "Desierto sin Amor" que se ubicó entre las primeras posiciones de los rankings radiales y posteriormente en los televisivos, dicho sencillo también llegó a escucharse en países como México, Uruguay, Venezuela y Chile.

## Lista de canciones
| Desierto Sin Amor |                     |                                    |          |  |
| N.º               | Título              | Escritor(es)                       | Duración |  |
| 1.                | «Inocente corazón»  | Carlos Alfredo Elías               | 4:37     |  |
| 2.                | «Fácil»             | Carlos Alfredo Elías               | 4:32     |  |
| 3.                | «Amor suicida»      | Carlos Alfredo Elías               | 3:36     |  |
| 4.                | «Noche blanca»      | Carlos Alfredo Elías               | 5:51     |  |
| 5.                | «Taxi»              | Carlos Alfredo Elías               | 4:09     |  |
| 6.                | «Desierto sin amor» | Carlos Alfredo Elías, A. Savenberg | 4:31     |  |
| 7.                | «Dulce y sexy»      | Carlos Alfredo Elías,A.L. Ansztain | 4:56     |  |
| 8.                | «Si esto es amor»   | Carlos Alfredo Elías               | 6:00     |  |
| 9.                | «Nada que perder»   | Carlos Alfredo Elías               | 4:59     |  |
| 10.               | «No voy a caer»     | Carlos Alfredo Elías               | 5:01     |  |
| 48:16             |                     |                                    |          |  |

## Sencillos
- 1991 - "Desierto Sin Amor"